# 中央社会治安综合治理委员会
中央社会治安综合治理委员会（简称中央综治委），是已撤销的协助中国共产党中央委员会、中华人民共和国国务院领导全国社会治安综合治理工作的常设机构。

## 沿革
1991年2月19日，中共中央、国务院作出《关于加强社会治安综合治理的决定》。1991年3月2日，第七届全国人民代表大会常务委员会第十八次会议通过《关于加强社会治安综合治理的决定》。
1991年3月21日，中共中央决定成立“中央社会治安综合治理委员会”，作为协助党中央、国务院领导全国社会治安综合治理工作的常设机构。主任为乔石，副主任为任建新、王芳。党、政、军、人民团体有关部门负责人共31人担任委员。中央综治委成员单位包括中华人民共和国公安部、中华人民共和国商业部、中华人民共和国文化部、中华人民共和国卫生部、中华人民共和国国家工商行政管理局等。中央综治委下设办公室，办公室与中国共产党中央委员会政法委员会机关合署办公。
1993年7月1日，中共中央总书记江泽民主持召开中共中央政治局常委会议，听取中央综治委关于社会治安综合治理工作的汇报，并对社会治安综合治理工作作出指示。同日，中共中央决定，增加中华人民共和国交通部、中华人民共和国邮电部、中华人民共和国人事部、中国人民银行、中国人民保险公司、中国民用航空局、中华人民共和国国家旅游局、中国人民武装警察部队总部等八个部门为中央综治委成员单位。
1995年6月13日，经中共中央批准，增补中共中央纪律检查委员会、中华人民共和国监察部、全国政协社会和法制委员会、中华人民共和国国家计划生育委员会、中华人民共和国海关总署为中央综治委成员单位。
2001年9月5日，中共中央、国务院作出《关于进一步加强社会治安综合治理的意见》。
2011年9月，中共中央办公厅、国务院办公厅发出《关于中央社会治安综合治理委员会更名为中央社会管理综合治理委员会的通知》（中办发〔2011〕30号），“中央社会治安综合治理委员会”更名为“中央社会管理综合治理委员会”，并调整了职能。“中央社会管理综合治理委员会是党中央、国务院的协调机构，负责协调、指导各地区各部门贯彻落实党中央、国务院关于加强和创新社会管理的决策部署，重点协调、推动涉及多个部门的社会管理重要事项的解决；对各地区各部门开展社会管理工作情况进行督导检查；总结推广各地区各部门在社会管理工作中的成功经验和做法；加强对社会管理有关重大问题的研究，提出加强和创新社会管理的重大政策措施建议；协调、指导社会管理法律制度建设；办理党中央、国务院交办的其他事项。”“中央社会管理综合治理委员会在原中央社会治安综合治理委员会40个成员单位的基础上，增加11个部门为成员单位，下设办公室和若干专项组。”这次更名后，有七个副国级领导人担任副主任。但是此后实际的机构职能并未改变。
2014年10月10日，《检察日报》刊登了中央政法委书记孟建柱7月15日在司法体制改革试点工作座谈会上的讲话，其中提到：「中央决定，将中央社会管理综合治理委员会恢复为中央社会治安综合治理委员会，目的是为了集中精力抓好平安建设。」
2018年3月中共中央印发的《深化党和国家机构改革方案》称，不再保留中央社会治安综合治理委员会，有关职责交由中共中央政法委员会承担。

## 机构设置
中央综治委的领导机构，由主任、副主任、委员组成；下设中央社会治安综合治理委员会办公室（简称中央综治办），是中央综治委的办事机构，与中央政法委机关合署办公。
中央综治委还根据工作需要设立了五个专门工作领导小组，即
- 中央综治委铁路护路联防工作领导小组，
- 流动人口治安管理工作领导小组，
- 刑释解教人员安置帮教工作领导小组，
- 预防青少年违法犯罪工作领导小组，
- 学校及周边治安综合治理工作领导小组，

以加强对这些专门工作的组织领导。各领导小组办公室分别设在铁道部、公安部、司法部、共青团中央和教育部，具体负责领导小组的日常工作。 
在各级地方综治委，主任职务一般由同级党委书记或副书记兼任；副主任则由党委、政府主要分管领导兼任。一般情况下，同级的党委纪委、组织、宣传以及人大常委会、检察、法院、公安、司法、国家安全、人事、文化、工商、民政、交通、劳动保障等有关部门主要领导担任委员。

## 职责
根据有关规定，中央社会治安综合治理委员会承担下列职能：
1. 研究提出社会治安综合治理的方针、政策和重大措施；
2. 对一个时期全国社会治安综合治理工作作出部署，并督促实施；
3. 指导、协调、推动各地区、各部门落实各项重大措施；
4. 总结推广实践经验，探索和逐步完善维护社会治安的新途径。

## 历任领导
| 中央社会治安综合治理委员会主任 - 乔 石（1991年3月21日－1993年，中央政法委书记兼） - 任建新（1993年11月23日－1998年，中央政法委书记、最高人民法院院长兼） - 罗 干（1998年5月20日－2007年，中央政法委书记兼） - 周永康（2007年－2011年） 中央社会管理综合治理委员会主任 - 周永康（2011年－2012年9月） - 孟建柱（2012年9月－2014年） 中央社会治安综合治理委员会主任 - 孟建柱（2012年9月－2017年11月） | 中央社会治安综合治理委员会副主任 …… 中央社会管理综合治理委员会副主任 …… - 陈训秋（2011年11月－2014年，中央政法委委员、副秘书长兼） 中央社会治安综合治理委员会副主任 - 陈训秋（2014年－2017年11月，中央政法委委员、副秘书长兼） |

## 办事机构
中央社会治安综合治理委员会的办事机构是中央社会治安综合治理委员会办公室，为正部级，与中共中央政法委员会合署办公。
历任主任、副主任是：

| 中央社会治安综合治理委员会办公室主任 …… 中央社会管理综合治理委员会办公室主任 …… - 陈训秋（2011年11月－2014年，兼） 中央社会治安综合治理委员会办公室主任 - 陈训秋（2014年－2017年11月，兼） | 中央社会治安综合治理委员会办公室副主任 …… 中央社会管理综合治理委员会办公室副主任 …… - 徐显明（2013年10月－2014年，兼） 中央社会治安综合治理委员会办公室副主任 - 徐显明（2014年－2017年2月） |

### 引用
1. 1 2 3 4 5  . 新浪. 2001-09-25  [2018-03-22]. （原始内容存档于2020-11-04）.
2. ↑  . 新华网. 2018-03-21  [2018-03-21]. （原始内容存档于2020-05-30）.
3. ↑  . 人民网. 2013-05-31  [2018-03-22]. （原始内容存档于2018-09-30）.
4. ↑  . 人民网. 2013-10-29  [2018-03-22]. （原始内容存档于2020-11-04）.